# Conrad Beck

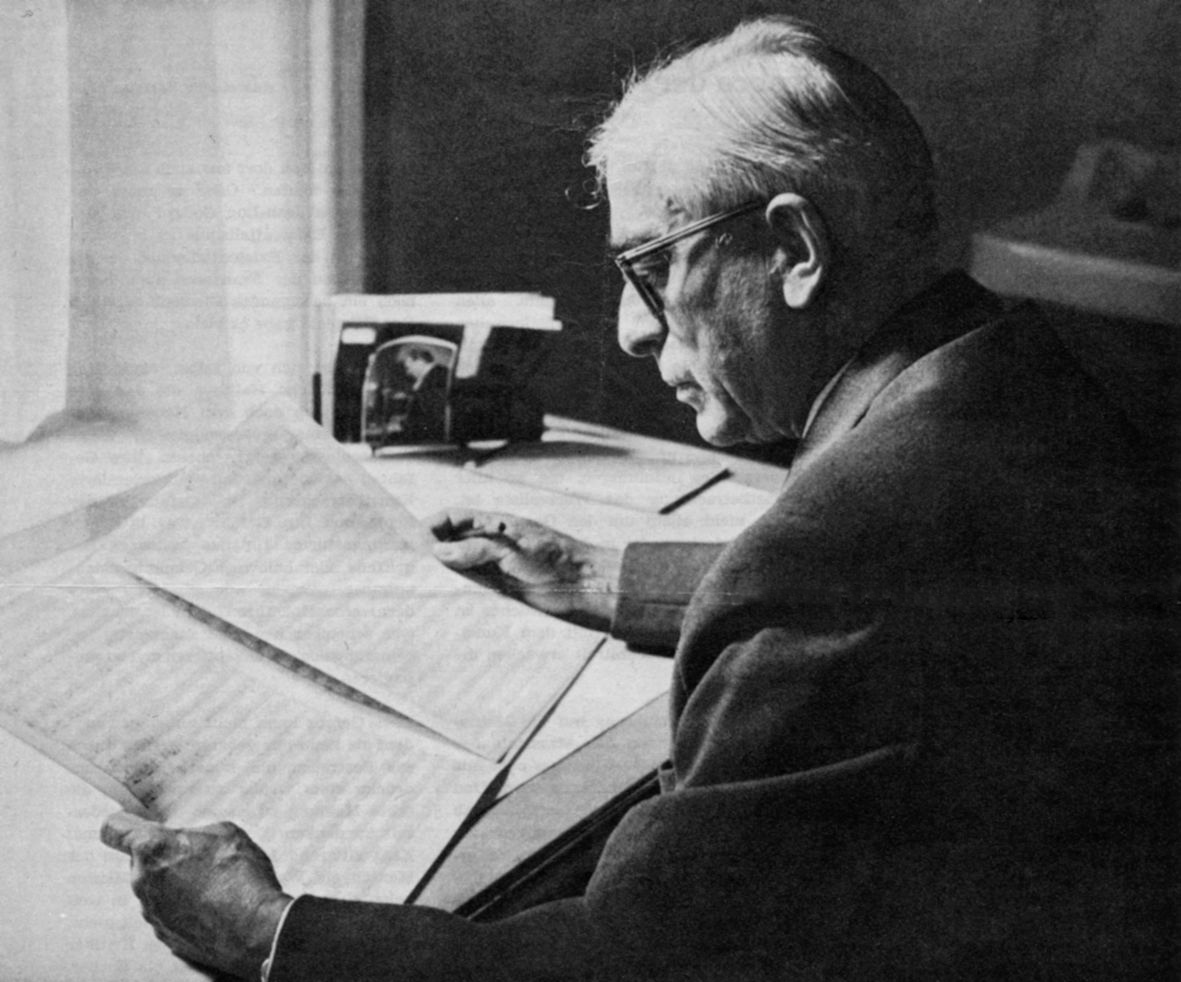
Conrad Beck (1961)

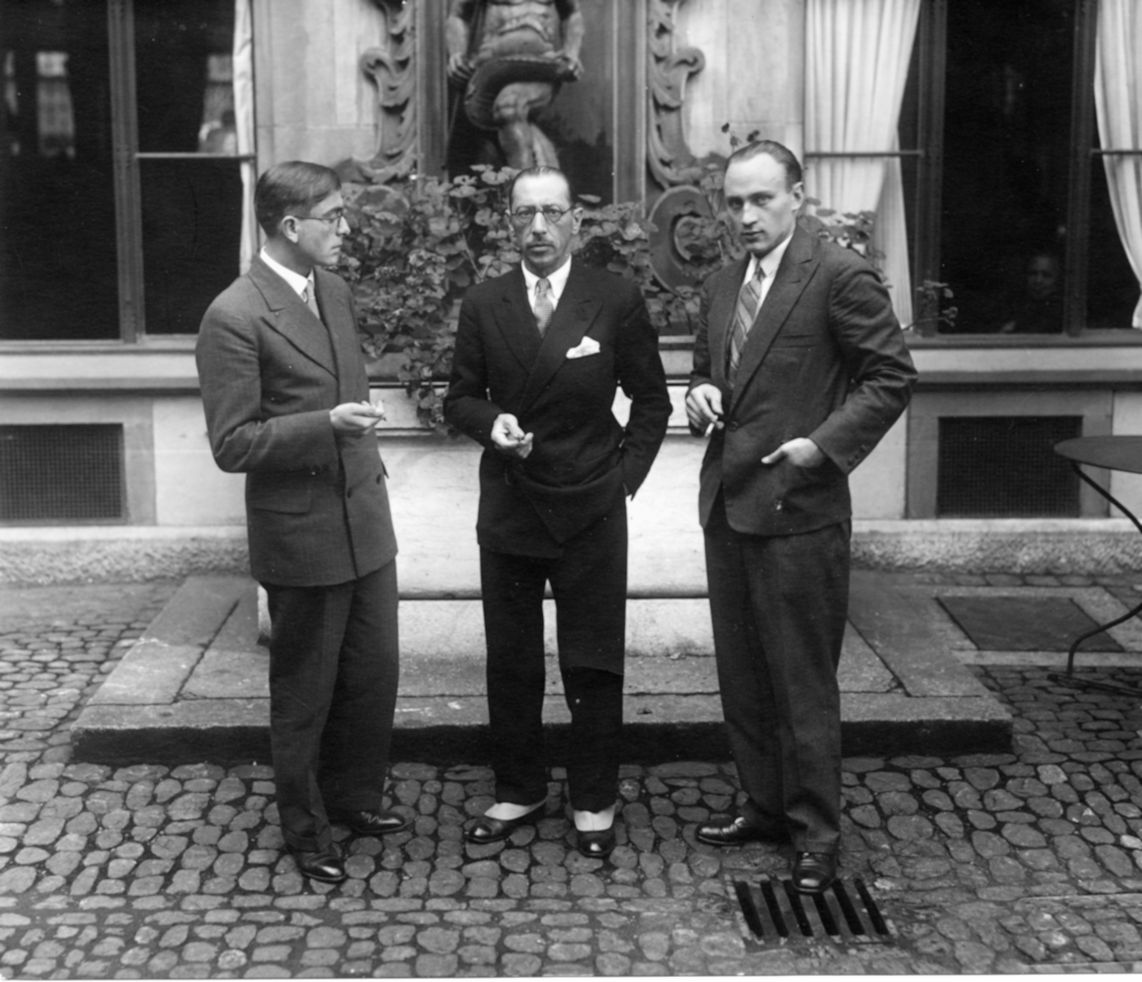
Beck, Strawinsky, Sacher (1930)

Conrad Beck (* 16. Juni 1901 in Lohn, Kanton Schaffhausen; † 31. Oktober 1989 in Basel) war ein Schweizer Komponist.

## Leben und Werk
Der Sohn eines Pfarrers lebte seit 1933 in Basel und komponierte mehrere Orchester- und Chorwerke, am bekanntesten Der Tod zu Basel, ein Stück für Chor, Soli, Sprecher und Orchester. Abgesehen von der Oper umfasst sein Schaffen alle wichtigen Gattungen der instrumentalen und vokalen Musik. Er schrieb sieben Symphonien, sieben Konzerte, Kammermusik, ein Oratorium, eine lyrische Kantate, eine Elegie und das Ballett Der grosse Bär. In seiner Entwicklung bildet der Aufenthalt in Paris von 1924 bis 1933 eine entscheidende Station. Dort erfolgten eine kompositorische Weiterbildung bei Jacques Ibert und Kontakte zu Arthur Honegger, Nadia Boulanger und Albert Roussel.
Becks Musik ist gekennzeichnet durch ein grosses Mass an Ernsthaftigkeit, Zähigkeit und Tiefe des Ausdrucks, aber auch Durchsichtigkeit und einen Sinn für harmonische Proportion.
Von 1936 bis 1966 war er Leiter der Musikabteilung von Radio Basel. Er vermittelte viele Kontakte unter schweizerischen, aber auch internationalen Musikern und Komponisten und förderte so den Kulturaustausch.
Conrad Beck war mit Frieda, geborene Ehrsam (1914–2000), verheiratet. Seine letzte Ruhestätte fand er auf dem Wolfgottesacker in Basel.

## Kurzbiografie
Jugendzeit

Als Sohn des Pfarrers Bernhard Beck und der britischen Architektentochter Lydia Barker in der Nähe von Schaffhausen geboren, wuchs Conrad Beck in Zürich auf. Dort studierte er nach der Matura zuerst an der Eidgenössischen Technischen Hochschule. Nach privatem Klavierunterricht bei Carl Baldegger und Harmonielehre bei Paul Müller-Zürich entschied er sich für die Laufbahn eines Musikers. Am Zürcher Konservatorium liess er sich von Volkmar Andreae (Komposition), Reinhold Laquai (Kontrapunkt) und weiterhin von Carl Baldegger (Klavier) ausbilden.
Pariser Zeit

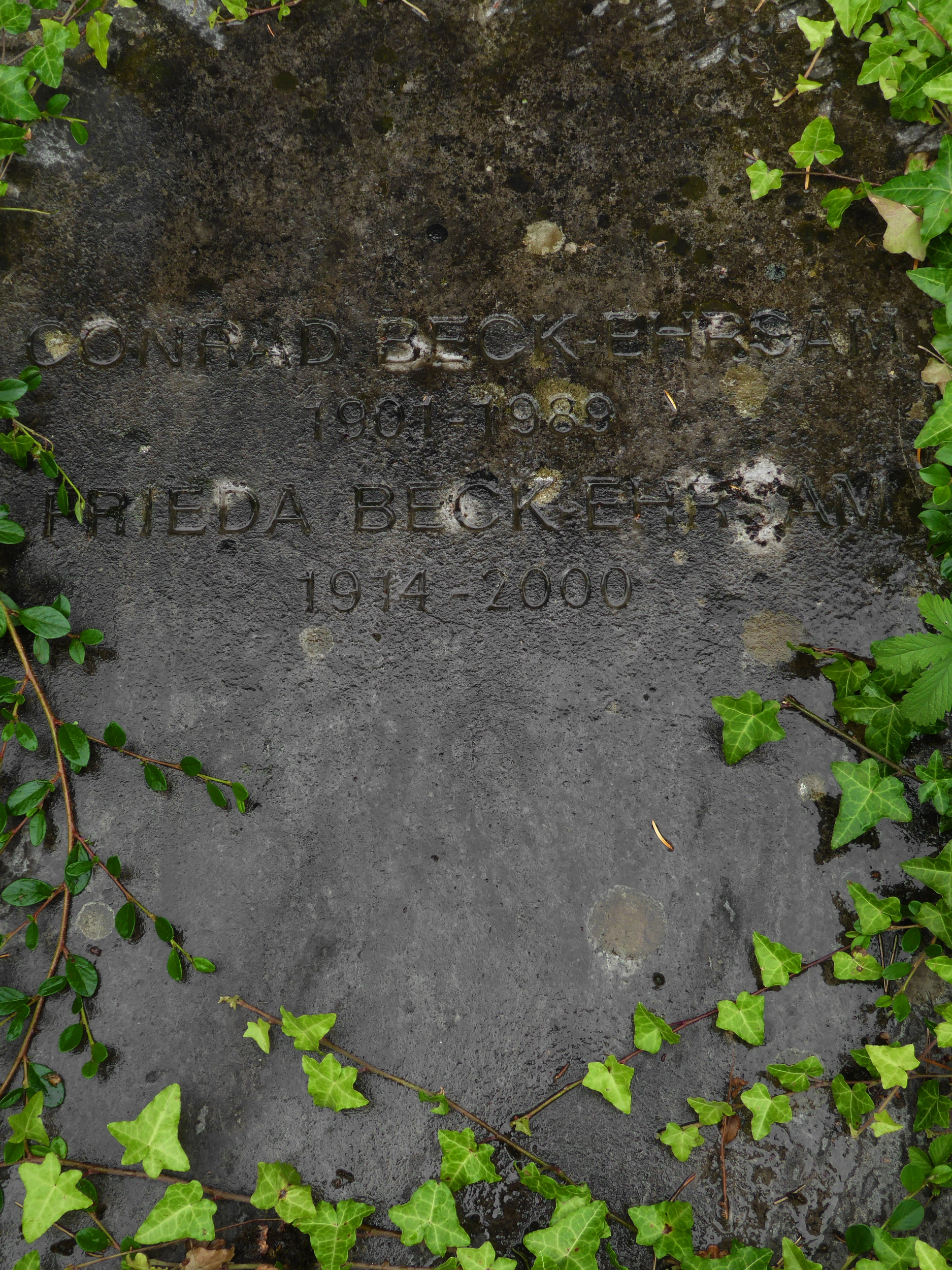
Grab auf dem Wolfgottesacker in Basel

1924 übersiedelte er nach Paris, wo er sich privat bei Jacques Ibert in Instrumentation unterweisen liess und beim Basler Komponisten Ernst Levy weitere Studien betrieb. In kompositorischen Fragen holte er auch Rat bei Arthur Honegger, Albert Roussel und Nadia Boulanger. Er zählte bald zu Boulangers innerem Freundeskreis, die frühe Ermutigung, die er von dort erhielt, und die auf diese Zeit zurückgehenden lebenslangen Freundschaften spielten in seinem weiteren Werdegang eine wichtige Rolle. Wichtige Impulse verdankt Beck auch dem Winterthurer Mäzen Werner Reinhart.
Seit 1927 wurde der Komponist von Schott in Mainz verlegerisch betreut. Mit der Machtübernahme der Nationalsozialisten und der «Arisierung» des Kulturbetriebs ab 1933 wurde dieser Vertrag gekündigt, da Beck sich weigerte, eine Erklärung zu unterschreiben, in der er sich zu einer «arischen» Kunstauffassung hätte bekennen müssen. Erst nach 1945 wurden Becks Werke wieder von Schott verlegt.
Übersiedlung nach Basel

Auf Veranlassung des Basler Dirigenten und Musikmäzens Paul Sacher, den er mit seinem Freund Bohuslav Martinů bekannt gemacht hatte, übersiedelte Beck 1933 nach Basel. Mit Kompositionsaufträgen und Aufführungen setzte sich Sacher mit dem Basler Kammerorchester und dem Collegium Musicum Zürich während eines halben Jahrhunderts massgeblich für Becks Schaffen ein.
Tätigkeit am Radio Basel

Von 1936 bis 1966 war er Leiter der Musikabteilung von Radio Basel. Dort und im Vorstand der Basler Ortsgruppe der IGNM (Internationale Gesellschaft für Neue Musik) engagierte er sich besonders für die Verbreitung zeitgenössischer Musik aus Frankreich. Er förderte aber auch nachhaltig das Schaffen der jüngeren Komponistengeneration wie Jürg Wyttenbach oder Heinz Holliger, deren Musik und Ästhetik sich von derjenigen seiner eigenen Generation stark unterschied.
Seit 1963 lebte Conrad Beck abwechselnd in Rosey (Franche-Comté) und in Basel.
Arbeit als Juror und Experte

Nach seiner Pensionierung führte Beck zahlreiche Jury- und Expertenarbeiten aus. Von 1960 amtierte er bis 1980 als Conseiller der Fondation Prince Pierre als Juror am Kompositionswettbewerb von Monaco. In dieser Funktion wirkte er ausserdem am Concours Niccolò Paganini in Genua (1973) sowie an Musikwettbewerben in Oslo, Stockholm und Zürich mit.
Ehrungen

1954 wurde Conrad Beck mit dem Komponistenpreis des Schweizerischen Tonkünstlervereins und 1956 mit dem Ludwig-Spohr-Preis der Stadt Braunschweig ausgezeichnet. Den Kunstpreis der Stadt Basel erhielt er 1964. Von Fürst Rainier III. von Monaco wurde Beck 1973 zum Commandeur de l’ordre du Mérite Culturel ernannt.
Spezielle Verdienste um zeitgenössische Musik

Auf Becks Anregung und Vermittlung kam es zu zahlreichen Ur- und Erstaufführungen in der Basler Ortsgruppe der IGNM. Dort gelangte u. a. die letzte Komposition von Albert Roussel, das im Todesjahr 1937 eigens für ein Basler Jubiläumskonzert geschriebene Streichtrio op. 58 (1937), zur Uraufführung. Auch die jüngeren Komponisten der Avantgarde der Nachkriegszeit wurden unter Becks Ägide nachhaltig ermutigt und gefördert.
Kurz zuvor hatte Beck anlässlich der von ihm veranlassten schweizerischen Erstaufführung von Roussels «Psalm 80» in Zürich den Kontakt des französischen Komponisten zu Werner Reinhart, Othmar Schoeck und weiteren Schweizer Musikern hergestellt.
Der musikalische Nachlass von Conrad Beck befindet sich in der Paul-Sacher-Stiftung in Basel.

## Zu Becks Musik
In seinem umfang- und artenreichen Schaffen, das mit Ausnahme der Oper alle wichtigen Gattungen berücksichtigt, machte sich schon früh eine antiromantische Haltung bemerkbar. Sie widerspiegelt sich bis zuletzt in einer auf Klarheit und Linearität abzielenden Schreibweise. Polyphone Strukturen stehen im Zentrum von Becks gesamtem Musikschaffen. Zueinander oder auseinander strebende Stimmen sind besonders typisch für seinen subtilen Kontrapunkt. Der Dissonanzenreichtum seiner Harmonik erklärt sich hauptsächlich aus der jeweiligen Stimmführung.
Eine herbe Klanglichkeit prägt viele in atonale Bereiche vorstossende Werke, deren Themen häufig von komplexen Akkorden abgeleitet werden. Infolge seiner engen Beziehung zur französischen Musik der Pariser Komponistengruppe Les Six und zum Schaffen seiner Freunde in der École de Paris zeichnet sich Becks Musik immer wieder durch lebhafte Rhythmik aus. Sie trägt wesentlich zur Lockerung der angeborenen alemannischen Schwerblütigkeit und einer Verinnerlichung bei, die vor allem in langsamen Sätzen ihren Ausdruck findet.

## Musikgeschichtliche Stellung
Obschon in seinem Schaffen neobarocke mit neoklassizistischen Elementen abwechseln, ist Conrad Beck weder der einen noch der anderen Richtung zuzurechnen. Auf der Grundlage einer in den 1920er Jahren in Paris von Strawinsky, Honegger, Roussel, Milhaud und weiteren französischen Komponisten geschaffenen Musik entwickelte Beck einen eigenständigen, vorwiegend lyrischen Stil von grosser Ausdruckskraft.
In den 1930er Jahren bildete Beck zusammen mit seinen Komponistenfreunden Tibor Harsányi (Ungarn), Bohuslav Martinů (Tschechoslowakei), Marcel Mihalovici (Rumänien), Alexandre Tansman (Polen) und Alexander Tscherepnin (Russland) die École de Paris, in deren Konzerten gelegentlich auch Alexander Spitzmüller-Harmersbach (Österreich) mitwirkte.
An die von Serge Kussewitzki 1928 in Boston geleitete Uraufführung der 3. Sinfonie schlossen sich wichtige Werkaufführungen u. a. unter Ernest Ansermet, Ernest Bour, Hans Münch, Hans Rosbaud, Hermann Scherchen und Walter Straram an.
Zu Paul Sachers 70. Geburtstag komponierte Conrad Beck im Auftrag von Mstislav Rostropowitsch die für Violoncello solo geschriebenen Drei Epigramme über den Namen Sacher. Die weiteren Stücke über die Tonfolge eS A C H E Re stammen von Luciano Berio, Pierre Boulez, Benjamin Britten, Henri Dutilleux, Wolfgang Fortner, Alberto Ginastera, Cristóbal Halffter, Hans Werner Henze, Heinz Holliger, Klaus Huber und Witold Lutosławski.

## Werkverzeichnis (Auswahl)
Bühnenwerk
Der grosse Bär, Ballett in fünf Bildern (Libretto: Leopold Chaveau), uraufgeführt am 26. Januar 1938 in Mainz
Orchestermusik
3. Sinfonie, Streichorchester (1927)
4. Sinfonie (Konzert für Orchester, 1928)
Innominata (1931)
Ostinato (1936)
Kleine Suite, Streichorchester (1946)
Suite (1947)
6. Sinfonie (1950)
Aeneas Silvius-Sinfonie (7.Sinfonie, 1957)
Sonatina (1957/58)
Hommages, Zwei Stücke für grosses Orchester (1965/66)
Kammerkonzert für grosses Orchester (1970/71)
Drei Aspekte für Kammerorchester (1976)
Cercles (1978/79)
Nachklänge (1983/84)
Konzertante Werke
Concertino für Klavier und Orchester (1927/28)
Konzert für Streichquartett und Orchester (1932)
Klavierkonzert (1932/33)
Konzert, Violine und kleines Orchester (1940)
Konzert für Flöte und Orchester (1941)
Konzert für Viola und Orchester (1949)
Suite concertante, Bläser, Schlagzeug und Kontrabass (1961)
Concertino für Oboe und Orchester (1963)
Konzert für Klarinette und Orchester (1968)
Mouvements lyriques, Violoncello und Kammerorchester
(1970)
Konzert für Bläserquintett und Orchester (1976)
Lichter und Schatten für 2 Hörner, Schlagzeug und Streicher (1982)
Kammermusik
1. Streichtrio (1925)
Suite für 2 Violoncelli (1925)
Sonatine für Violoncello und Klavier (1925/26)
3. Streichquartett (1926)
Sonatine für Orgel (1927)
Sonatine für Violine und Klavier (1928)
4. Streichquartett (1934)
Duo für Violine und Viola (1934/35)
Sonatine für Oboe und Klavier (1941–1953)
2. Streichtrio (1946)
Choralsonate für Orgel (1950),
2. Sonate für Violoncello und Klavier (1952/53)
Sonatine für Flöte und Klavier (1959/60)
Duo für 2 Violinen (1960)
Nocturne für Altsaxophon und Klavier (1960)
Sonatine für 2 Flöten (1968)
Sonata a quattro für Violine, Flöte, Oboe und Fagott
(1969)
Drei Epigramme für Violoncello solo (1975)
Sonatine für Viola und Klavier (1976/77)
Trio für Flöte, Oboe und Klavier (1980)
Centres mobiles, Septett für Flöte, Oboe, Klarinette, Fagott, Horn, Trompete und Pauke (1981)
Rencontres für Streichquartett und Klavier (1981)
Klaviermusik
1. Sonatine (1928)
Klavierstücke I (1929)
Klavierstücke II (1939)
2. Sonatine (1941)
Sonatine für zwei Klaviere zu vier Händen (1955)
3. Sonatine (1976)
Vokalmusik
Drei Herbstgesänge (R. M. Rilke), Alt und Klavier (Orgel) (1926)
Oedipus (R. Morax, H. Weber), Kantate (1928)
Lyrische Kantate (R. M. Rilke)
Oratorium nach Sprüchen des Angelus Silesius (1933/34)
Kammerkantate nach Sonetten der Louize Labé (1937)
«Der Tod zu Basel» (Bibel, Chroniken), Ein grosses Miserere (1950–1952)
«Herbstfeuer» (R. Huch), Alt und kleines Orchester (1956)
«Bei Sonnenfinsternis» (A. Stifter), Alt und Kammerorchester (1966)
Elegie (Fr. Hölderlin), Solokantate für Sopran und Orchester (1973)
«Musikdramatische Werke»
«Der grosse Bär» (L. Chauveau), Ballett in 5 Bildern (1935/36)
«St.Jakob an der Birs» (E. F. Knuchel), Gedenkspiel (1943/44)